# Boston Beer Company

Logo der Marke Samuel Adams

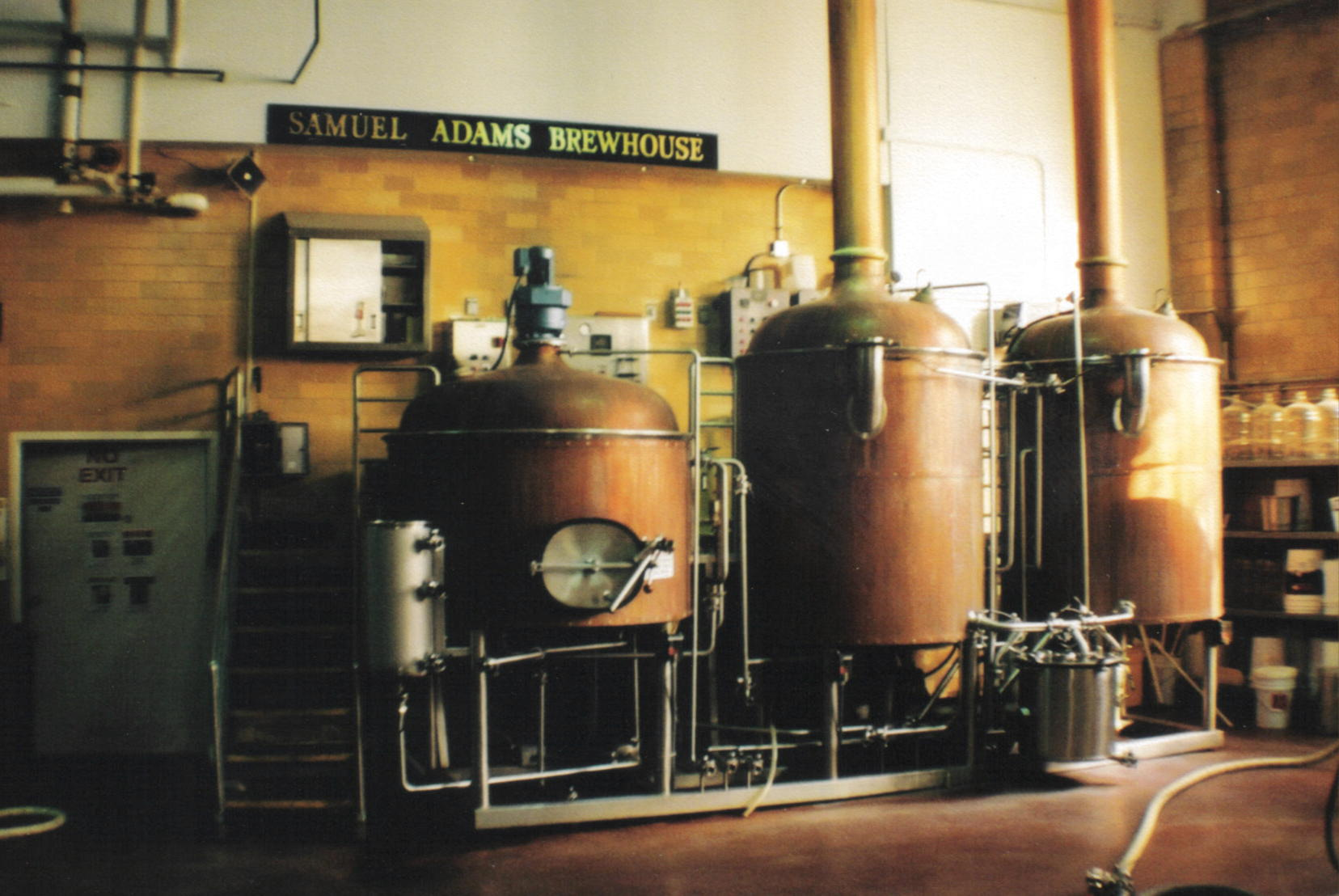
Braukessel in der Boston Beer Company

Die Boston Beer Company ist eine US-amerikanische Brauerei, die 1985 von Jim Koch in Boston gegründet wurde. Ihre Biermarke nennt sich Samuel Adams (oft abgekürzt mit „Sam Adams“), nach Samuel Adams, der eine Brauerei besaß, jedoch hauptsächlich für seine Rolle im Amerikanischen Unabhängigkeitskrieg bekannt ist. Auf den Flaschenetiketten ist Adams’ Gefolgsmann Paul Revere abgebildet, angeblich wegen Adams’ schlechtem Aussehen.

## Geschichte
Die Biermarke Samuel Adams entstand ursprünglich mit einem Lager. Das Originalrezept wurde 1860 in St. Louis von Louis Koch entwickelt, der das Bier unter dem Namen „Louis Koch Lager“ bis zur Prohibition und danach wieder bis in die frühen 1950er-Jahre vertrieb.
1985 wurde das Rezept von Louis Kochs Ur-Ur-Enkel, Jim Koch mit Hilfe von Joseph Owades, dem Mann, dem die Erfindung des Diät-Bieres 1970 zugeschrieben wird, verändert. Im April wurde das Bier als Samuel Adams Boston Lager neu eingeführt. Drei Monate später wurde es am Great American Beer Festival unter 93 US-Biermarken zum besten Bier gewählt. Seither wuchs die Produktion stetig bis auf 7,3 Mio. Liter 1989 und über 159 Mio. Liter heute. 1997 wurde in Cincinnati die Hudepohl-Schoenling-Brauerei übernommen. Eine weitere Übernahme folgte 2008: Von Diageo erwarb man eine Brauerei in Pennsylvania. Diese Braustätte wurde 1972 von der F. & M. Schaefer Brewing Company errichtet.

## Standorte
- vier Hauptbrauereien in Boston (Massachusetts), Cincinnati (Ohio), Milton (Delaware) und Breinigsville (Pennsylvania)
- Gasthausbrauereien und „Tap Rooms“
  - Samuel Adams Boston Downtown Tap Room
  - Dogfish Head Brewings and Eats in Rehoboth Beach
  - Angel City Brewery in Los Angeles
  - weitere Standorte
- eine Cidery in Walden (New York)[3]

## Produkte
Heute braut die Boston Beer Company verschiedene Biere der Marken Samuel Adams und Dogfish Head, Hard Seltzer (Truly), alkoholisierten Eistee (Twisted Tea) und Hard Cider (Angry Orchard).